# راپونه
راپونه (به ایتالیایی: Rapone) یک کومونه در ایتالیا است که در استان پوتنزا واقع شده‌است. راپونه ۲۹٫۱۴ کیلومتر مربع مساحت و ۱٬۲۰۳ نفر جمعیت دارد و ۸۳۸ متر بالاتر از سطح دریا واقع شده‌است.